# جراند جوسير
جراند جوسير هي مدينة من مدن هايتي، دائرة بيلي آنس في  الإدارة الحنوب شرقية   يبلغ عدد سكانها 10,852 نسمة وذلك حسب إحصائيات 7 أغسطس سنة 2003، ويبلغ ارتفاع المدينة عن سطح البحر قرابة 145 متر.